# Rilmenidin
A rilmenidin a magas vérnyomás kezelésére szolgáló gyógyszer. Az  imidazolin-receptor agonisták közé tartozik.
A gyógyszer korlátlan ideig adható, de nem szabad hirtelen abbahagyni a szedését.

## Hatásmód
Mind az agyi, mind a periferiális érmozgató idegekre kifejti a vérnyomáscsökkentő hatását. Az imidazolin-receptorokra erősebben hat, mint az adrenerg α2-receptorokra. Ez megkülönbözteti az α2-agonistáktól (pl. guanabenz).

## Ellenjavallat
Komoly depresszió, előrehaladott veseelégtelenség (15 ml/perc-nél kisebb kreatinin-ürítés).

## Elővigyázatossági előírások
Alkoholt nem szabad fogyasztani a kezelés alatt.
Megfelelően dokumentált kísérletek hiányában a szert nem ajánlatos gyermeknek felírni. Bár teratogén (fejlődési rendellenességet okozó) vagy az embrióra toxikus hatás nem ismert, viszonylag új szer lévén várandós nőnek nem ajánlatos felírni. Ugyancsak nem ajánlott szoptatás alatt szedni, mert a szer átkerül az anyatejbe.
MAOI-kkel nem ajánlatos a szert kombinálni. Triciklikus antidepresszánsoknál fokozott elővigyázatosság szükséges, mert az ilyen antidepresszáns rontja a rilmenidin hatását.

## Mellékhatások
Terápiás dózisban a mellékhatások ritkák, enyhék és múlóak. 1 mg/nap-os dózisban a mellékhatások a placebocsoportéval azonosak voltak. 2 mg/nap dózisban a mellékhatások lényegesen kisebbek voltak, mint klonidin (0,15–0,30 mg/nap) ill. α2-metildopa (500–1000 mg/nap) esetén.
Napi 1 ill. 2x1 mg-os dózisban a dupla vakpróbás, placebo-kontrollált kísérlet nem mutatott olyan hatást, mely gátolná az autóvezetést. Ennél nagyobb adag esetén a beteg figyelmét fel kell hívni, hogy a szer álmosságot okozhat.

## Készítmények[1]
- Albarel
- Hyperdix
- Hyperium
- Iperdix
- Iterium
- Rilmenidine
- Tenaxum

## Fordítás
- Ez a szócikk részben vagy egészben  a   Rilmenidine című angol Wikipédia-szócikk fordításán alapul.  Az eredeti cikk szerkesztőit annak laptörténete sorolja fel. Ez a jelzés csupán a megfogalmazás eredetét és a szerzői jogokat jelzi, nem szolgál a cikkben szereplő információk forrásmegjelöléseként.